# Raffaele d’Alessandro
Raffaele d’Alessandro (* 17. März 1911 in St. Gallen; † 17. März 1959 in Lausanne) war ein Schweizer Komponist, Pianist und Organist.

## Leben
Raffaele d’Alessandro, Sohn eines Italieners und einer Schweizerin, nahm ab 1924 Klavier- und Orgelunterricht in seiner Heimatstadt und begann früh mit dem Komponieren. Da seine Eltern ein beabsichtigtes Musikstudium nicht unterstützten, trat er zunächst eine kaufmännische Lehre an. Gefördert von der Organistin Ida Zürcher, einer Freundin seiner Mutter, übersiedelte er 1932 nach Zürich und nahm dort Unterricht in Musiktheorie bei Paul Müller-Zürich und Willi Schuh, betrieb aber vorwiegend autodidaktische Studien. 1933 wurde er als Pianist und Organist diplomiert.
Die niederländische Gräfin Bylandt-Rechteren finanzierte ihm von 1934 bis 1937 Musikstudien in Paris bei Marcel Dupré (Orgel), Paul Roës (Klavier) und Nadia Boulanger (Kontrapunkt). 1940, kurz nach Ausbruch des Zweiten Weltkriegs, musste d’Alessandro Paris verlassen, er liess sich daraufhin in Lausanne nieder.
D’Alessandro wirkte als Konzertpianist und Organist in der Schweiz sowie in mehreren weiteren europäischen Ländern, ausserdem war er als Musikkritiker und beim Rundfunk tätig. Seine Organistentätigkeit gab er 1950 auf, um sich hauptsächlich der Komposition zu widmen. Nurmehr von Konzerten und Kompositionsaufträgen lebend, befand er sich häufig in materiellen Schwierigkeiten. An seinem 48. Geburtstag verstarb Raffaele d’Alessandro an einem Riss der Aorta.

## Werk
Als Komponist griff d’Alessandro verschiedene zeitgenössische Strömungen auf, blieb in seinen oftmals komplexen, dem Neoklassizismus zuneigenden und das rhythmische Element betonenden Werken jedoch einer erweiterten Tonalität verpflichtet. Dinu Lipatti und Olivier Messiaen schätzten ihn hoch.
Unter d’Alessandros Kompositionen, die teilweise Manuskript geblieben sind, finden sich Vokalwerke (vor allem in der früheren Zeit), später vorwiegend Klavier- und Kammermusik (darunter Sonaten, Quartette) sowie mehrere Orchesterwerke und Konzerte (darunter zwei Sinfonien sowie Klavierkonzerte).
Sein Nachlass befindet sich im Schweizerischen Literaturarchiv in Bern.